# Lumba-Bayabao
Lumba-Bayabao (Bayan ng Lumba-Bayabao) är en kommun i Filippinerna. Kommunen ligger på ön Mindanao, och tillhör provinsen Lanao del Sur. Folkmängden uppgår till 23 521 invånare.

## Barangayer
Lumba-Bayabao är indelat i 38 barangayer.
| - Bacolod I - Bacolod II - Bantayao - Barit - Baugan - Buad Lumbac - Cabasaran - Calilangan - Carandangan-Mipaga - Cormatan Langban - Dialongana - Dilindongan-Cadayonan - Gadongan | - Galawan - Gambai - Kasola - Lalangitun - Lama - Lindongan Dialongana - Lobo Basara - Lumbac Bacayawan - Macaguiling - Mapantao - Mapoling - Pagayawan - Maribo (Pob.) | - Posudaragat - Rumayas - Sabala Bantayao - Salaman - Salolodun Berwar - Sarigidan Madiar - Sunggod - Taluan - Tamlang - Tongcopan - Turogan - Minaring Diladigan |